# Кучино (Западнодвинский район)
Кучино — деревня в Западнодвинском районе Тверской области. Входит в состав Западнодвинского сельского поселения.

## География
Деревня расположена в восточной части района, на правом берегу реки Ушица, у границы с Жарковским районом. Находится на расстоянии примерно 19 км к юго-востоку от города Западная Двина. Ближайший населённый пункт — деревня Барино.

## История
На топографической карте Фёдора Шуберта 1867 — 1901 годов обозначена деревня Малое Кучино (2 двора) и господский дом Большое Кучино (8 дворов).
На карте РККА 1923—1941 годов обозначена деревня Кучино. Имела 8 дворов.
До 2005 года деревня входила в состав упразднённого в настоящее время Баевского сельского округа, с 2005 — в составе Западнодвинского сельского поселения.

## Население
| 2010 |
| ---- |
| 0    |

Согласно результатам переписи 2002 года, в деревне проживал один человек русской национальности.